# Secreto

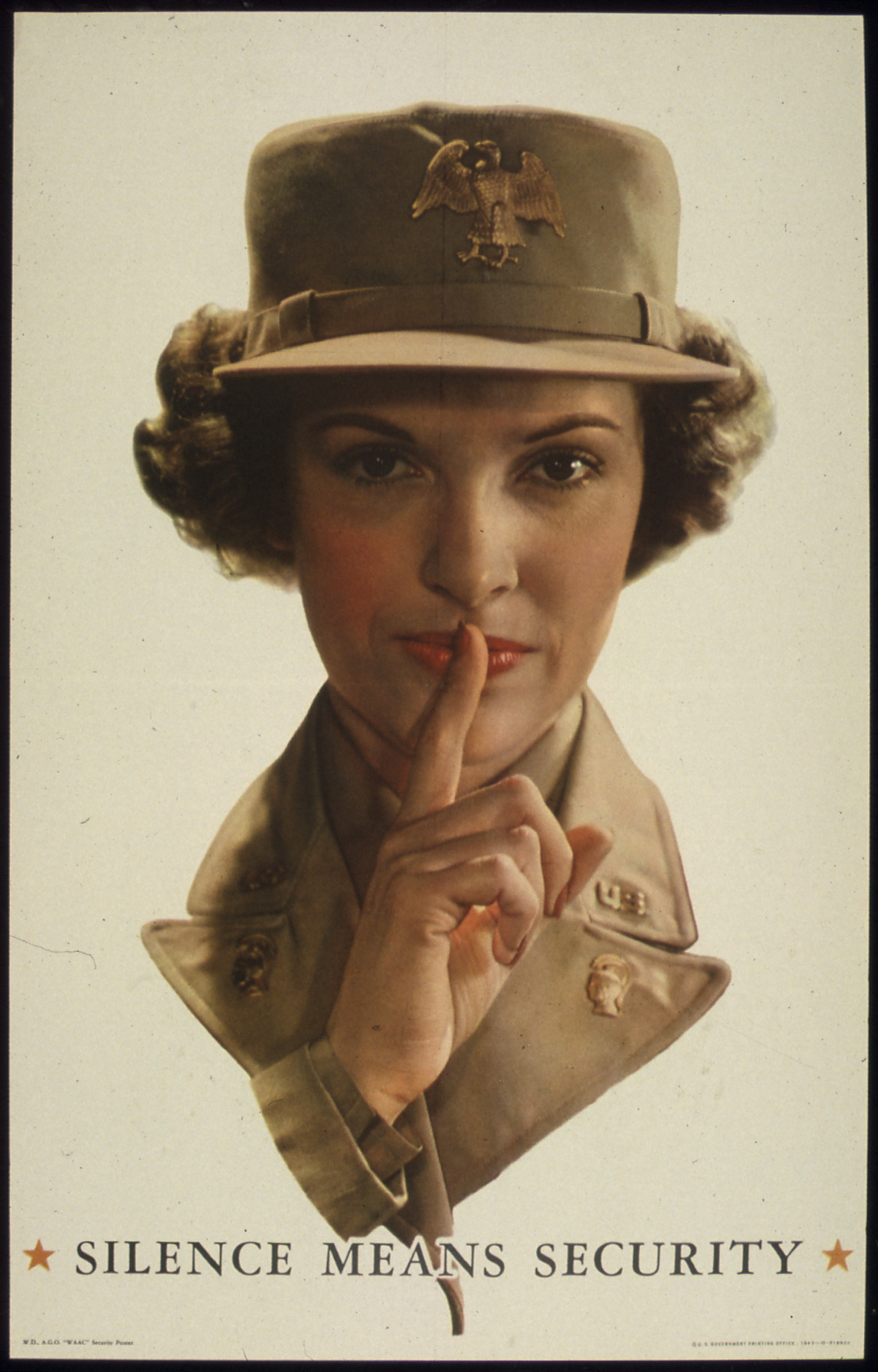
Póster de Estados Unidos en la época de la Segunda Guerra Mundial.

Un secreto es la práctica de compartir información entre un grupo de personas, en la que se esconde información a personas que no están en el grupo. Para que haya un secreto tienen que cumplirse cuatro requisitos: que exista una información, que sea desconocida por la mayoría de las personas, que unas pocas personas la posean, y que tal posesión única sea custodiada.
El secreto es a menudo fuente de controversia. Muchas personas reclaman, al menos en algunas situaciones, que es mejor hacer pública una información dada y que ésta sea conocida por todo el mundo. Se encuentran muy cercanos los conceptos de confidencialidad y privacidad, y a menudo llegan a confundirse. William Penn escribió, Es sabio no hablar de un secreto; y honesto no mencionarlo siquiera.
Un secreto, o también información clasificada, es información sensible que debe ser restringida por ley o regulación a diferentes tipos de personas. Para poder acceder a los documentos clasificados como secretos se necesita un permiso de seguridad. El permiso es un proceso de investigación previo ("background investigation") que permite determinar si la persona es adecuada para el acceso a cierto tipo de datos. Generalmente existen diversos niveles de accesos o de sensibilidad, con diferentes requerimientos de obtención de los permisos de acceso. Este tipo de secreto jerárquico se emplea en cada estado nacional. El acto de asignar el nivel de sensibilidad a una persona se denomina clasificación de datos.

## Teoría general sobre el derecho de los secretos
La doctrina salmanticense señala que existen tres clases de secretos: 
1. El secreto natural es independiente de todo contrato, se extiende a todo lo que, ya sea descubierto por casualidad, por investigación personal o por confidencia, y no puede divulgarse. Aunque el depositario del secreto no haya prometido guardar secreto, ni antes ni después de habérsele manifestado el hecho o de haberlo descubierto, está obligado a callar, en virtud del precepto moral que prohíbe perjudicar a los demás sin motivo razonable.
2. El secreto prometido nace de un contrato, de la promesa de guardar silencio después de haber conocido el hecho, ya sea por casualidad, por investigación personal o por confidencia espontánea o provocada. Un mismo secreto puede ser a la vez natural y prometido. Será natural cuando la cosa de suyo requiera sigilo, pero si además va acompañado de una promesa, también será prometido.
3. El secreto confiado también dimana de una promesa explícita o tácita hecha antes de recibir la confidencia de lo que se oculta. Se le comunica que previamente ha prometido, expresa y tácitamente por razón de su oficio o al menos de las circunstancias, guardar silencio, y le es participado lo que se mantenía oculto, añadiendo que se le revela confiado en su promesa bajo el sello del secreto. El secreto pasa entonces a ser estrictamente confidencial o profesional; confidencial, cuando la confidencia se ha hecho a un hombre que está obligado por razón de su oficio a prestar ayuda o a dar consejo.

En realidad puede haber muchas otras clasificaciones de tipos de secretos. Riofrío recoge más de sesenta clasificaciones. Ni la doctrina, ni el derecho comparado, ha logrado consensuar el número y clases de información oculta que puede haber (v. gr. privacidad, intimidad, confidencialidad, riservatezza, etc.). Sin embargo, todas estas clases de información tienen en común: los elementos esenciales del secreto (información, oculta, poseída y custodiada por varias personas).
No todos los secretos merecen igual grado de protección. Bajo la teoría del cono de informaciones inicialmente propuesta por García Morente, Riofrío ha observado que las diversas clases de secretos pueden ubicarse en el mencionado cono. Tal cono tiene dos extremos: por un lado la persona y, por otro lado, la sociedad y el estado. Los secretos que son más nucleares a la persona (la intimidad corporal, por ejemplo) merecen más protección que los secretos de estado. La protección de los secretos es, por tanto, gradual o proporcional a su intensidad y a qué tan nuclear resulta el secreto en la persona. Con todo, pueden existir factores circunstanciales que cambien el peso específico de cada secreto. 
Según Riofrío, en el cono de secretos tienden a cumplirse tres reglas:
1. Los coprincipios de generalidad-excepcionalidad. En el sector privado la norma general es el secreto, y la excepción que la información esté disponible para todos. En cambio, en el sector público la norma general es la contraria, y la excepción el secreto.
2. El in dubio pro polaris. En el sector privado, en caso de duda hay que estar a favor del secreto. En el sector público, en caso de duda hay que estar a favor de la publicidad de la información.
3. El principio de imantación. Los secretos nucleares a la persona, aunque se revelen, deben volver a ser secreto. Lo contrario sucede en el sector público.

## Clases de secretos

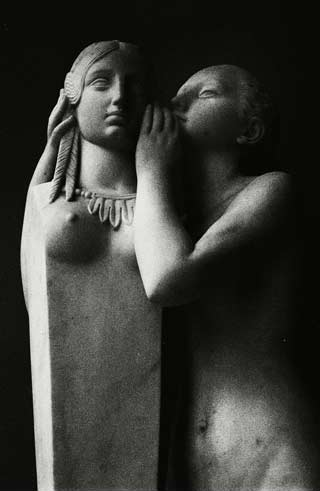
Primer secreto confiado a Venus, de François Jouffroy

### Secretos de la privacidad y de la intimidad
La Privacidad puede ser definida como el ámbito de la vida personal de un individuo, quien se desarrolla en un espacio reservado, el cual tiene como propósito principal mantenerse confidencial. También se aplica a la cualidad de privado. En el ámbito anglosajón privacidad e intimidad se identifican; pero en el derecho continental la intimidad es más nuclear y protegida. Por ejemplo, no tienen derecho a la intimidad las compañías, aunque sí a la privacidad.

### Secreto gubernamental

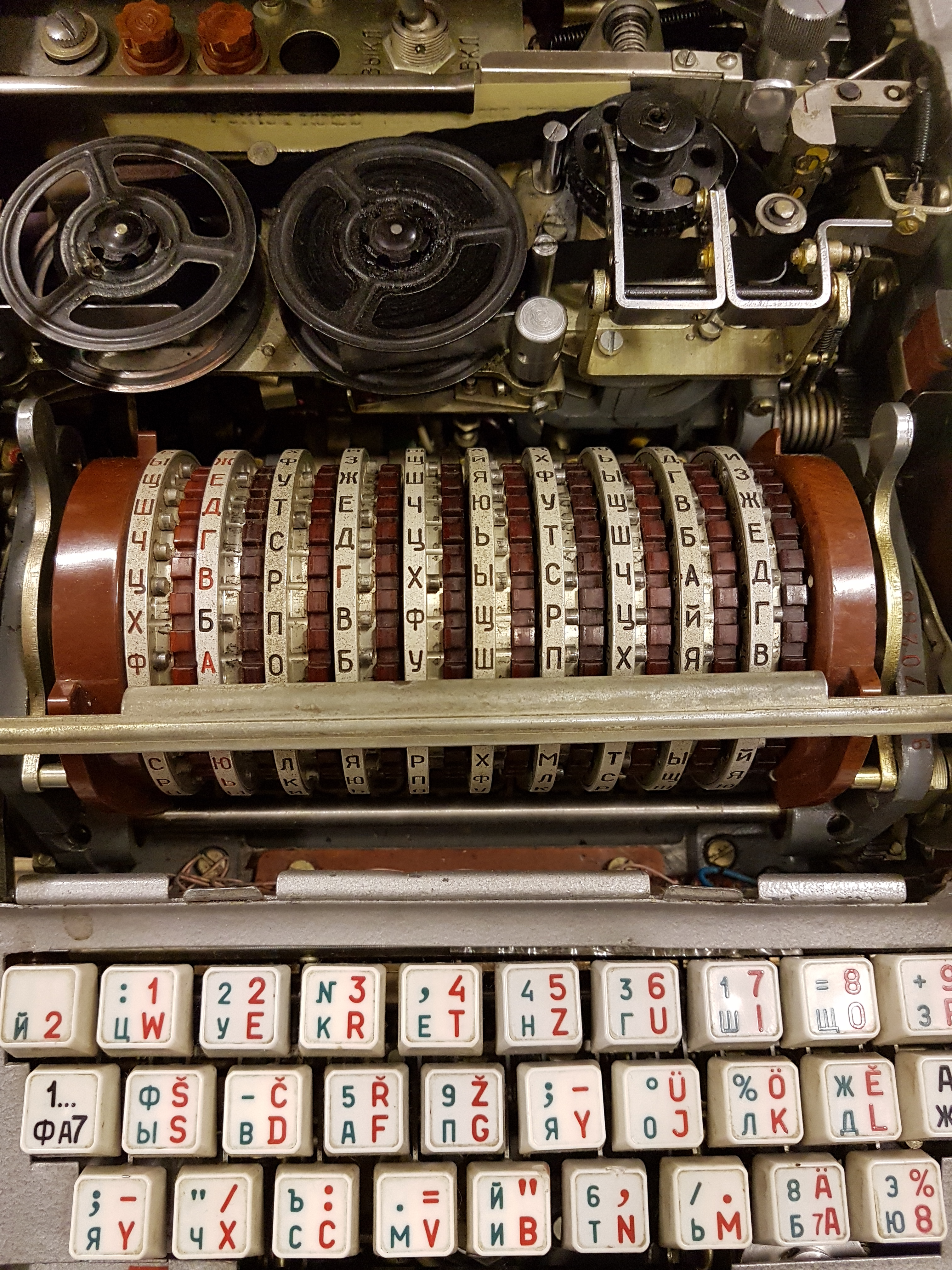
Detalle de la máquina de cifrado rusa Fialka (M-125), perteneciente a la época de la Guerra Fría

Los gobiernos a menudo intentan mantener cierta información reservada, bien sea a otros gobiernos, o al público en general. Estos secretos de estado pueden incluir diseños de armamento, secretos militares, negociaciones diplomáticas tácticas y secretos obtenidos ilícitamente de otras actividades de "inteligencia". La mayor parte de los países tienen alguna forma de normativa sobre secretos oficiales, cuyo objetivo es el de clasificar material de acuerdo con los niveles de protección necesarios (de aquí viene el término «información clasificada»). Un individuo puede que necesite un permiso de seguridad, bien para el acceso a la información, o para la vigilancia de los documentos en un lugar seguro.

### Secreto corporativo
Organizaciones que van desde las multinacionales con ánimo de lucro hasta las sociedades sin ánimo de lucro guardan secretos para mantener su ventaja competitiva, haciéndolo siempre dentro de los requerimientos legales. Los diseños de los nuevos productos bajo desarrollo, listas de clientes, preferencias en el consumo de ciertos productos, procesos de trabajo y producción, etc., son todos ellos ejemplos de información secreta bajo las leyes de secreto industrial. Los sistemas de patente se esfuerzan en forzar a los inventores a publicar los diseños tras un tiempo de monopolio de uso, a través de aplicaciones patentadas inicialmente en secreto. Guardar una estrategia en secreto es importante en muchos aspectos de la teoría de juegos. Las sociedades secretas emplean el secreto como una forma de atraer a potenciales miembros y crear entre los asociados una sensación de importancia. El secreto es una parte esencial en el crimen organizado. Otras leyes requieren a las organizaciones que guarden su información en completo secreto, tal como la información médica, o la información financiera, que está bajo preparación. En Europa existen leyes muy estrictas acerca del uso de la privacidad de las personas en bases de datos.

### Otros secretos
- Confidencialidad
- Intimidad
- Privacidad
- Secreto de confesión (Religión)
- Secreto de voto
- Secreto de la correspondencia
- Secreto profesional
- Secreto profesional periodístico
- Secreto de Estado
- Secreto bancario
- Información clasificada
- Información confidencial
- Anonimato
- Derecho al olvido
- Protección de datos personales
- Privacidad en Internet

## Tecnologías para los secretos
La preservación de los secretos tiene sus objetivos centrados en la actualidad en la seguridad de la información. Las técnicas empleadas incluyen seguridad física y criptográfica. Algunas de las tecnologías dependen de la capacidad de la clave criptográfica. Muchos creen que la tecnología de seguridad es más efectiva si no se depende de la necesidad de guardar secretos. Para este tema es importante el principio de Kerckhoff, Seguridad a través de la oscuridad. La ocultación de la información es un principio de diseño en la ingeniería de software. Es considerada como una buena práctica si cada módulo de software es responsable de mantener la fidelidad del diseño de seguridad haciéndose responsable de la seguridad de mantener su parte de información segura ante accesos.